# Tmetonota dispar
Tmetonota dispar är en insektsart som beskrevs av Miller, N.C.E. 1929. Tmetonota dispar ingår i släktet Tmetonota och familjen gräshoppor. Inga underarter finns listade i Catalogue of Life.